# Michelle Bolsonaro
Michelle de Paula Firmo Reinaldo Bolsonaro (Ceilândia, 22 de març de 1982) és la tercera esposa del 38è president del Brasil, Jair Bolsonaro, i com a tal, va ser la 37a Primera Dama del Brasil de l'1 de gener de 2019 fins a l'1 de gener de 2023.
Nascuda a Ceilândia, als afores del Districte Federal, va completar els seus estudis en una escola pública i va treballar com a secretària parlamentària entre el 2004 i el 2008 a la Cambra dels Diputats, on va conèixer al seu futur marit, Jair Bolsonaro. Ja amb una filla, Leticia, es va casar el 2007 amb l'aleshores diputat federal, amb qui va tenir una filla, Laura.
Evangèlica, és defensora de causes socials relacionades amb persones amb discapacitat, la visibilitat de les malalties rares, inclusió digital, consciència de l'autisme, inclusió de LIBRAS a les escoles i altres projectes socials.
Michelle es va convertir en la primera dama brasilera que va parlar al parlament del Palau de Planalto durant la presa de possessió del càrrec presidencial de Jair Bolsonaro el 1r de gener de 2019. Ella, que forma part del Ministeri de Sords i Muts de l'Església Baptista, on va actuar com a intèrpret de llengua de signes als serveis de culte religiós, va trencar el protocol parlant en llengua de signes brasilera (Lingua Brasileira de Sinais, LIBRAS).

## Biografia

### Família i infància
Nascuda a l'Hospital Regional de Ceilândia, una regió administrativa del Districte Federal, Michelle de Paula és filla de Maria das Grace Firmo Ferreira i de Vicente de Paulo Reinaldo. El seu pare, natural de Crateús (Ceará), era xofer d'autobús jubilat el sobrenom del qual, «Paulo Negão» (Pau, el negre), es va fer notori nacionalment a través del seu ús de discursos de Jair Bolsonaro per defensar-se de les acusacions de racisme. La mare de Michelle és natural del Presidente Olegário (Minas Gerais). Els pares de Michelle van anar a viure a Brasília a la dècada del 1970 i es van separar quan era petita.
El pare i la mare de Michelle van tornar a casar-se i van tenir els seus quatre germanastres: la seva mare Maria das Gracias amb el seu padrastre Antonio Wilton Farias Lima van tenir tres fills: Suyane Lanuze, Geovanna Kathleen i Yuri Daniel; mentre que el seu pare Vicente Reinaldo amb la seva madrastra Maísa Torres van tenir un fill, Diego Torres Dourado (nascut el 1988), membre de la Força Aèria Brasilera. Maísa ja tenia un fill d'una relació anterior: Carlos Eduardo Antunes Torres (nascut el 1986), que és un fotògraf i xofer d'Uber, a més d'excandidat del Partit Republicà Progressista (PRP) per diputat de districte. El pare i la madrastra de Michelle es van convertir en propietaris d'una petita empresa dedicada a la realització, producció i promoció d'esdeveniments.
Michelle va créixer al suburbi de Ceilândia Norte, un suburbi, en una casa improvisada a la part posterior d'una parcel·la que pertanyia a la família de la seva mare Maria das Graca. Va dir que va perdre diversos amics adolescents pel tràfic de drogues a la regió. El 2014, el seu avi matern, Ibraim Firmo Ferreira, un escombraire jubilat, va ser assassinat durant un robatori a Planaltina.
Va acabar l'educació secundària en una escola pública de Ceilândia, i va haver d'ajudar en les despeses domèstiques de la família. Va treballar a Brasília com a promotora d'esdeveniments oferint serveis a diverses empreses. També, durant la seva joventut, va fer alguns treballs com a model, però va abandonar aquestes activitats per consell d'un missioner d'una església evangèlica a la qual assistia. El 2004, va treballar com a sommelier a Vinícola Aurora, gestionant l'oficina de vendes de l'empresa a Brasília. Poc després, va obtenir una feina a la Cambra de Diputats.

### La Cambra dels Diputats i la seva relació amb Bolsonaro
Michelle va treballar com a secretària a la Cambra de Diputats des del 2004 fins al 2008. Va començar a l'oficina parlamentària del diputat Vanderlei Assis (PP-SP), el mandat del qual es va recomanar anular per la comissió parlamentària d'investigació per l'«escàndol de les sangoneres» a l'agost de 2006. Posteriorment es va convertir en la secretària del diputat Marco Aurélio Ubiali (PSB-SP). Al juny del 2007, Michelle va ser nomenada per al mateix càrrec en la direcció del Partit Progressista (PP), i va romandre fins al setembre.
Durant aquest temps, va tenir el primer contacte amb el seu futur marit, quan era diputat federal dels Progressistes. El 18 de setembre de 2007, Michelle va esdevenir la secretària parlamentària de Bolsonaro. Només nou dies després, van signar les capitulacions matrimonials al Notari Públic número 1 de Brasília. Després d'uns 6 mesos de relació van registrar la seva unió civil el novembre del 2007. El 2008 va ser exonerada del càrrec de secretària parlamentària després que el Tribunal Federal Suprem entengués que la Constitució de 1988 prohibia el nepotisme a l'administració pública.

### Vida personal
Michelle, que prefereix que l'anomenin amb el seu nom compost, Michelle de Paula, té dues filles: Leticia Marianna Firmo da Silva, nascuda de la seva anterior relació amb Marcos Santos da Silva, i Laura Bolsonaro, nascuda del seu matrimoni amb Jair Bolsonaro.
El 2011, Michelle Bolsonaro va donar a llum la seva filla Laura. El seu desig de ser mare va tornar a fer que Jair Bolsonaro es desfés de la seva vasectomia a l'hospital central de l'Exèrcit. La família es va establir en una casa d'una urbanització privada a Barra da Tijuca (Río de Janeiro). El seu matrimoni amb Bolsonaro, el 21 de març de 2013, va tenir lloc en una casa de festes de l'Alto da Boa Vista (Rio de Janeiro). La data va ser escollida per coincidir amb els aniversaris de Jair i Michelle, 21 i 22 de març, respectivament.

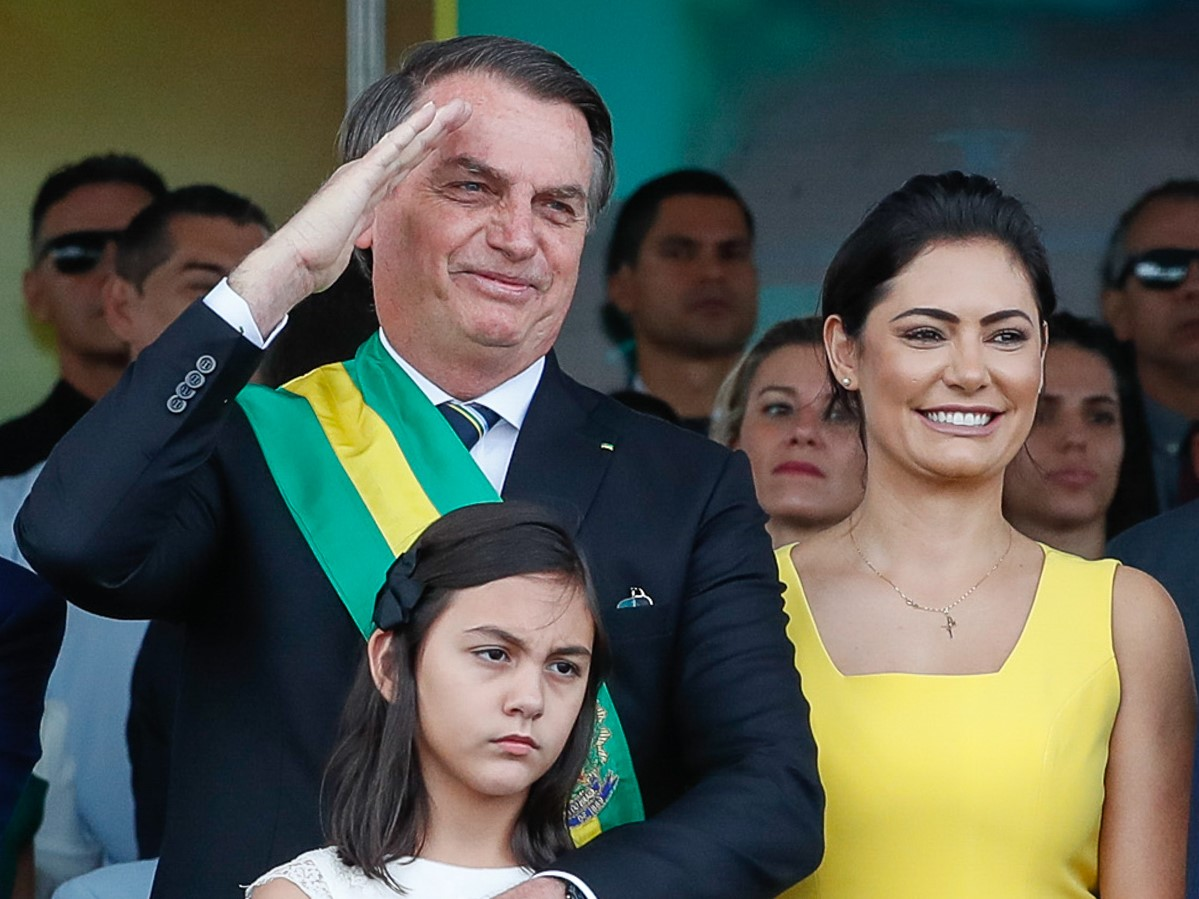
Michelle i Jair amb la seva filla Laura a la desfilada cívica del 7 de setembre de 2019
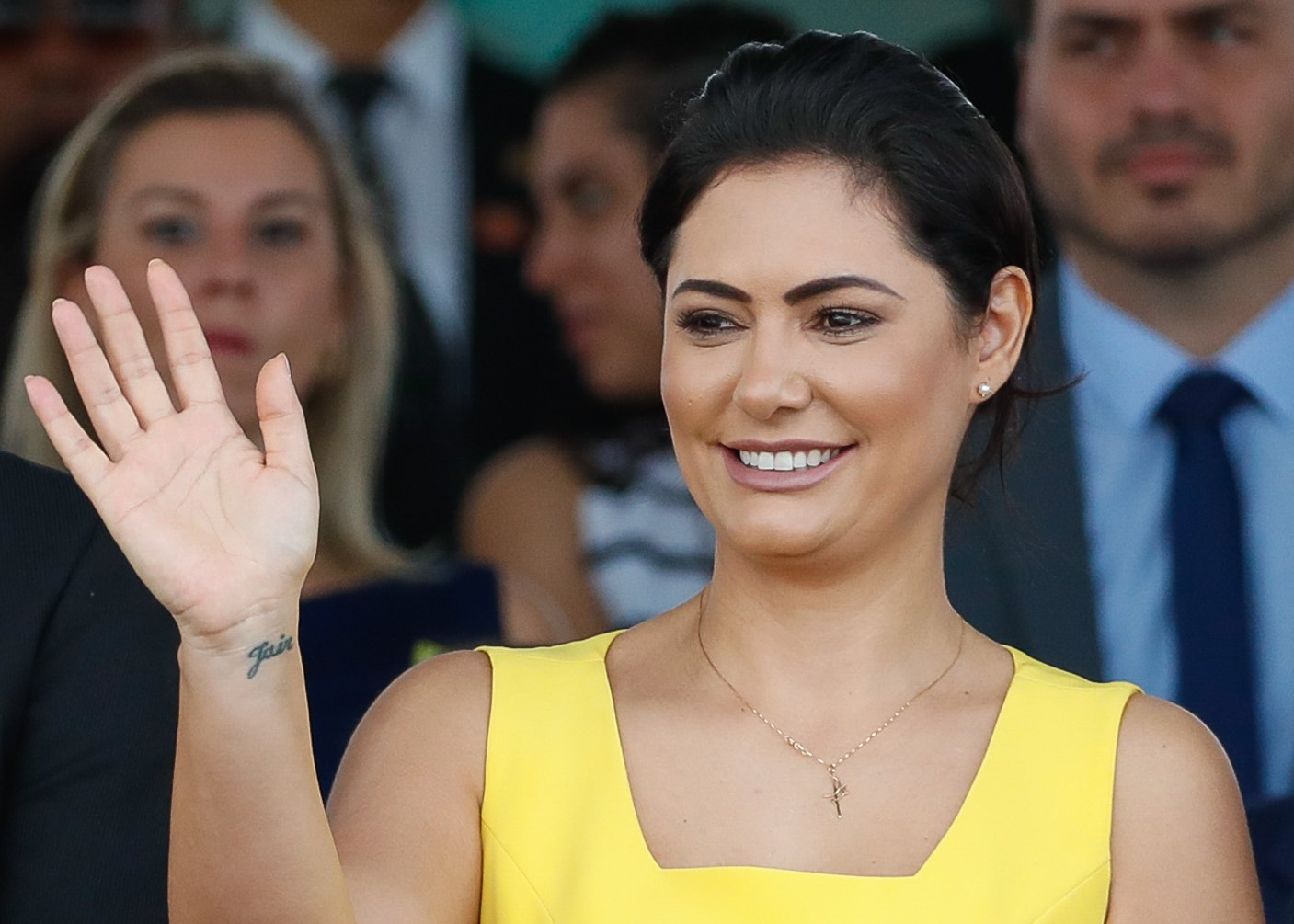
Primer pla de Michelle durant la desfilada cívica del 7 de setembre de 2019
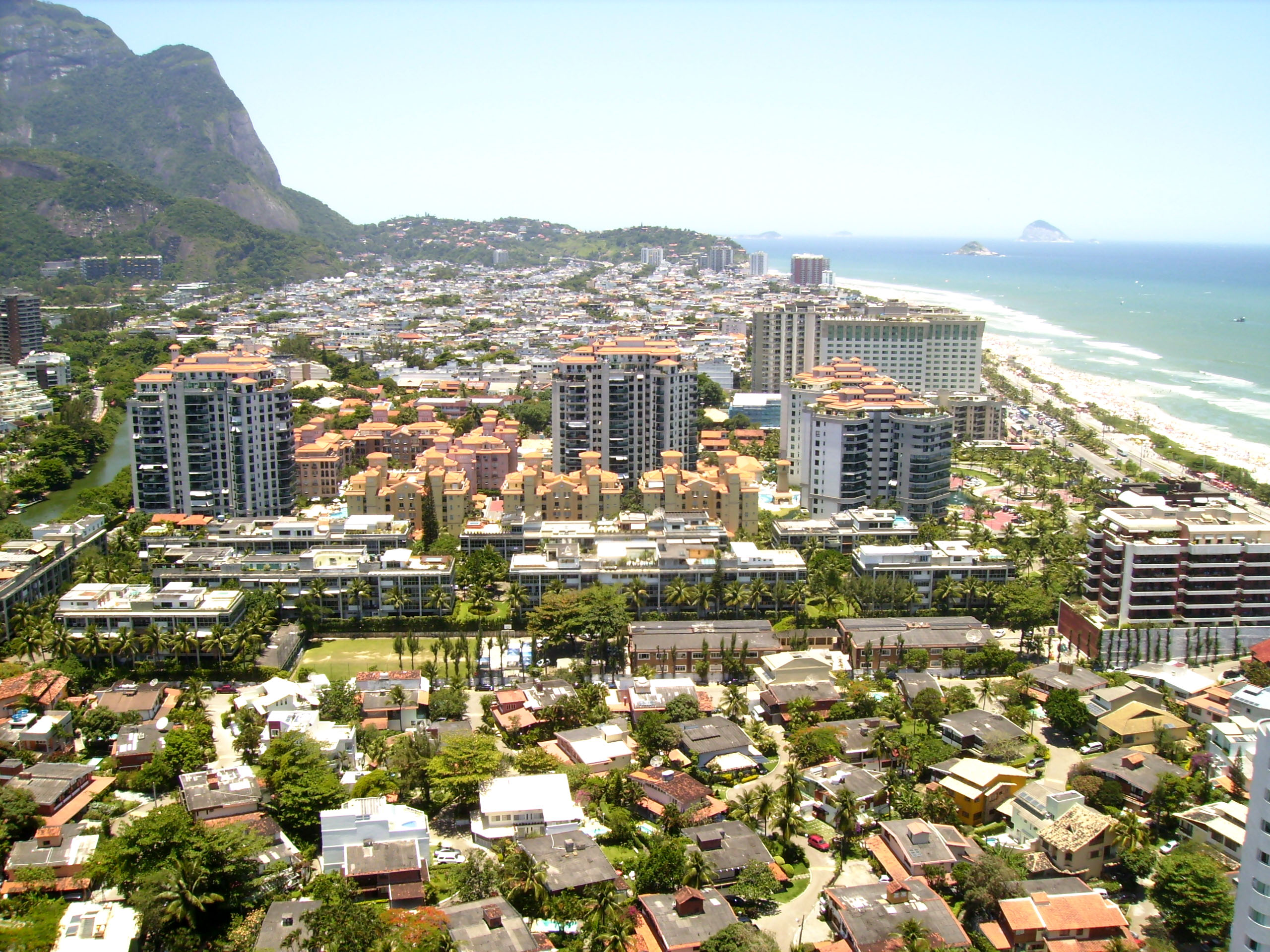
Vista aèria d'urbanitzacions privades a Barra da Tijuca

A petició de la núvia, la cerimònia de 150 convidats va ser conduïda pel pastor Silas Malafaia, un dels caps de l'Assemblea de Déu Victòria en Crist (Advec), de la qual Bolsonaro va ser membre actiu i regular fins al 2016.
Actualment, Michelle forma part del Ministeri de Sords de l'Església Baptista Actitud a Barra da Tijuca, on exerceix d'intèrpret de LIBRAS en els serveis de culte.

## La campanya de Bolsonaro
Durant gran part de la campanya presidencial de Bolsonaro, Michelle Bolsonaro no es va implicar activament en donar suport a la candidatura del seu marit, quedant discreta i reservada a la cobertura mediàtica, i va seguir el camí del marit entre bastidors.
La seva primera aparició pública durant la campanya electoral va tenir lloc el 25 d'octubre de 2018, tres dies abans de la segona volta de les eleccions del 2018, entre Bolsonaro i Fernando Haddad. Va lloar el seu marit com «un ésser humà meravellós» i «entremaliat». Després de l'atac a Bolsonaro a Juiz de Fora el 6 de setembre de 2018, Michelle va acompanyar el seu marit durant la recuperació quirúrgica a l'Hospital Israelita Albert Einstein de São Paulo.

## Primera Dama del Brasil
En la tradicional solemnitat del traspàs de la banda presidencial, a la presa de possessió del càrrec presidencial de Jair Bolsonaro, Michelle Bolsonaro va sorprendre parlant en LIBRAS al parlament, sent la primera esposa d'un president del Brasil en dirigir-se a la nació brasilera.
Michelle Bolsonaro ja ha manifestat el seu desig de participar en projectes i accions benèfiques mentre exerceix com a primera dama. En la seva intervenció al parlament, va indicar que no mesurarà els esforços per a la inclusió social de les persones amb discapacitat, a més de l'estimació dels professionals que treballen a través de la llengua de signes brasilera (LIBRAS).
| «                     | M'agradaria especialment dirigir-me a la comunitat sorda, a les persones amb discapacitat i a totes aquelles persones que se senten oblidades: sereu valorats i respectats els vostres drets. Tinc aquesta crida al cor i vull contribuir a la promoció de l'ésser humà. | » |
| — Michelle Bolsonaro. | |   |

La primera agenda pública de la Primera Dama va ser el 27 de febrer de 2019, quan va assistir a una sessió solemne a la Cambra de Diputats amb motiu del Dia mundial de les malalties rares. En la seva intervenció, va predicar una major consciència i suport als pacients amb malalties rares.
El 29 de març de 2019, Michelle i Jair Bolsonaro van assistir a un te benèfic organitzat per l'ONG Unió Brasilera Isrealita de Benestar Social (Unibes), dirigit a famílies en situació de vulnerabilitat social. L'esdeveniment va recaptar 5,3 milions de reais (1,21 milions d'euros) per a l'organització i va tenir lloc a São Paulo, a la residència de l'empresari i filantrop Elie Horn, que té previst crear un fons permanent per als projectes socials de la primera dama.
El 2 d'abril de 2019, mentre Jair Bolsonaro estava de visita estatal a Israel, Michelle va realitzar el seu primer viatge oficial a una ciutat brasilera, acompanyada pel ministre de ciutadania, Osmar Terra, visitant centres socials per a nens i joves amb malalties rares a la ciutat de Campina Grande (Paraíba). Va ser rebuda per l'alcalde Romero Rodrigues i la primera dama Micheline Rodrigues, que junt amb la comitiva van visitar el Centre Dia, on va tenir una reunió amb famílies de nens amb microcefàlia. Posteriorment, va visitar el Centre Especialitat de Rehabilitació al barri de la Universitat, i després va visitar famílies que estan assistides pel Programa Criança Feliç al barri de l'Alt Branco.

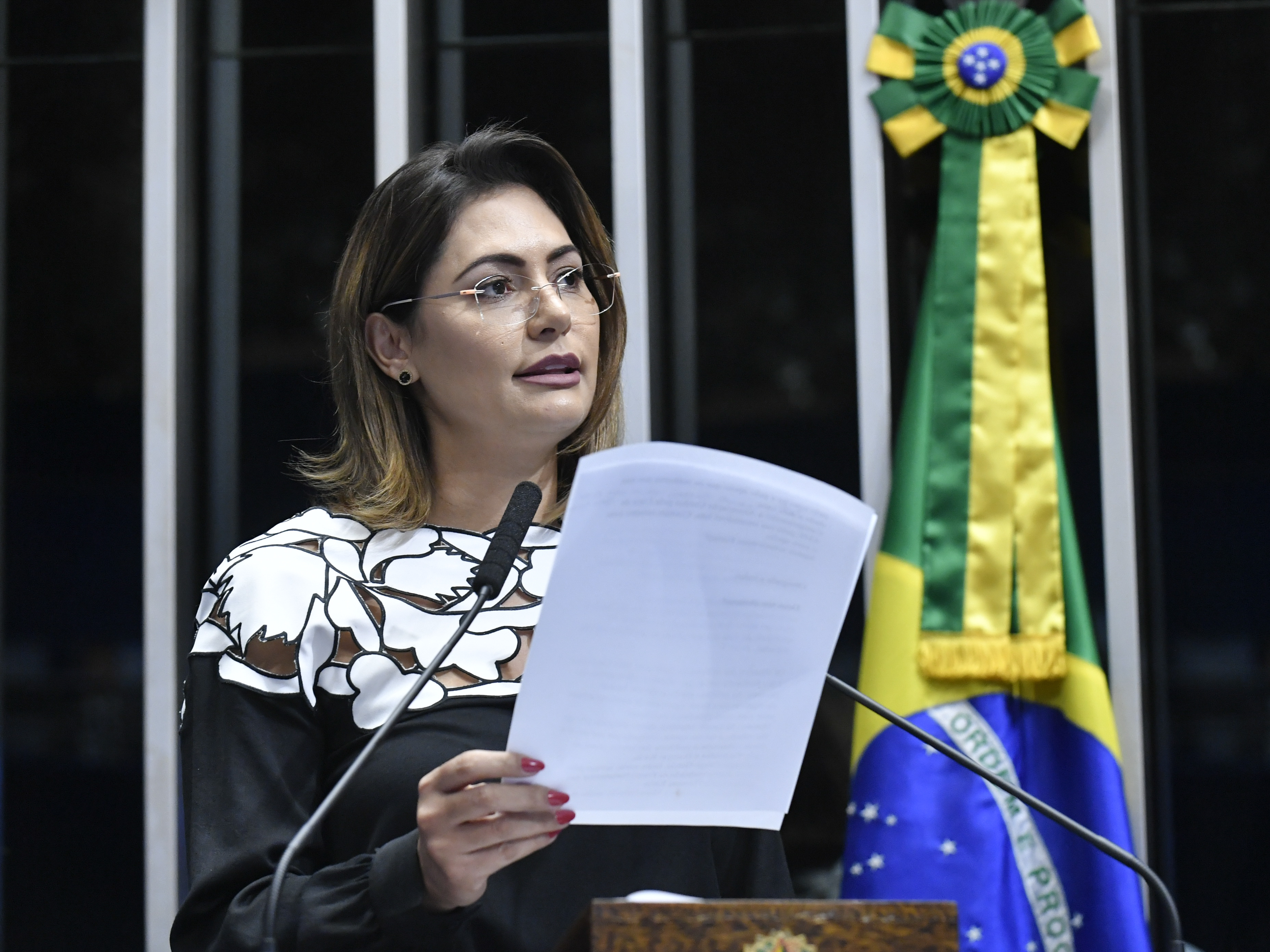
Michelle fent un discurs al Ple del Senat de l'abril del 2019
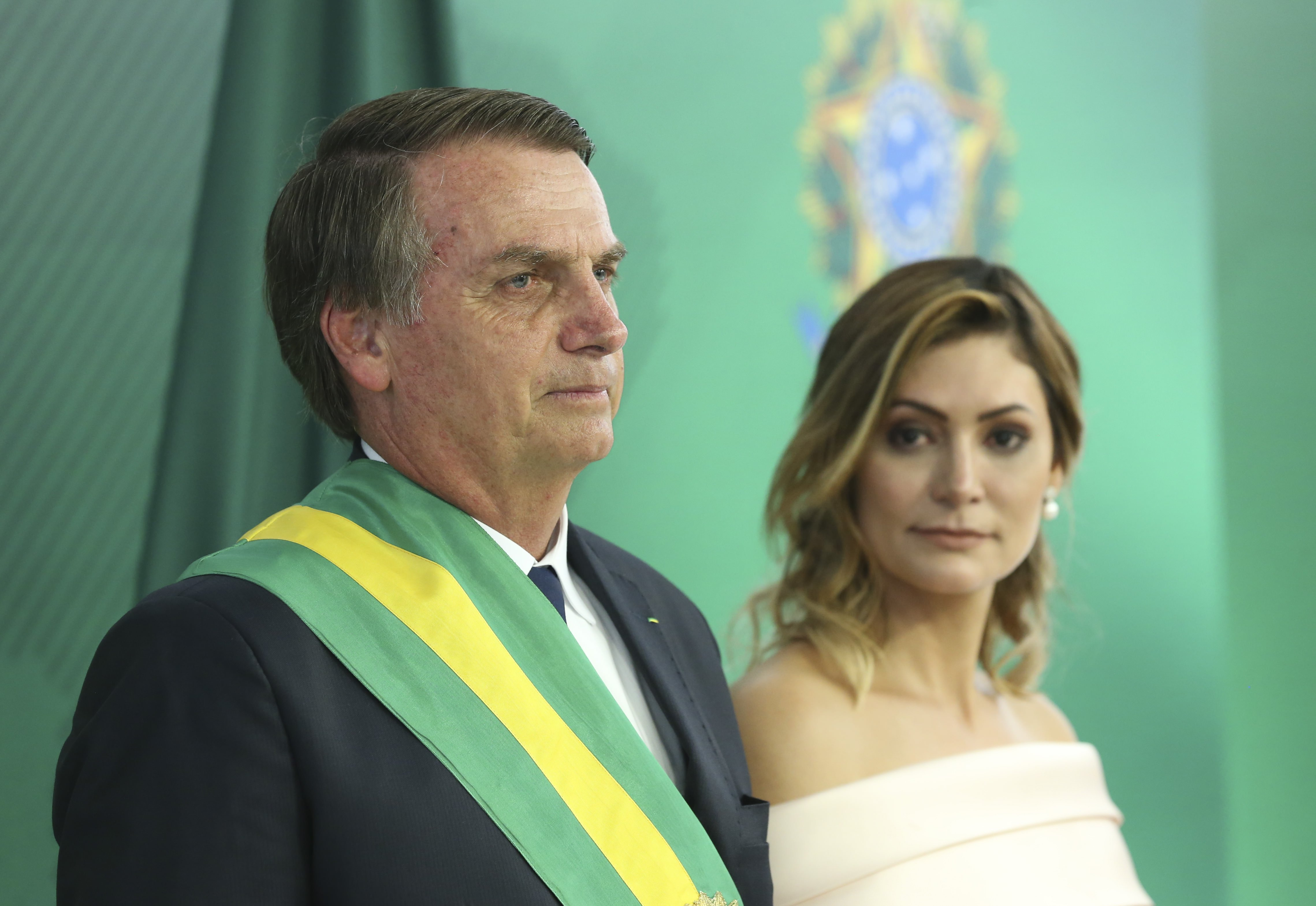
La primera dama Michelle al costat del seu marit, Jair Bolsonaro, 2019
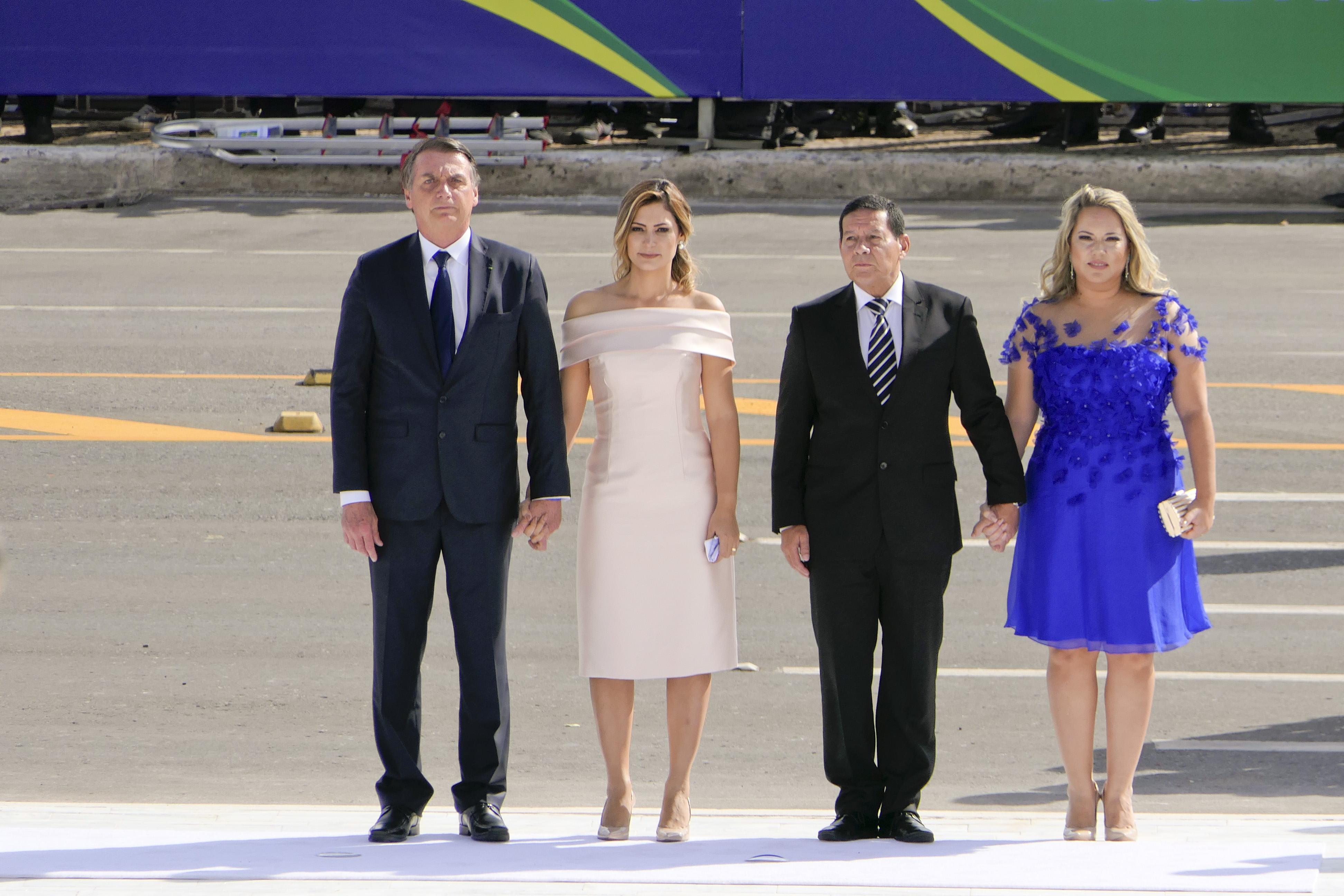
El president Jair Bolsonaro, la primera dama Michelle, el vicepresident Hamilton Mourão i la segona dama Paula Mourão, 2019

Michelle va participar en una cursa infantil el 20 d'abril de 2019 amb prop de 200 nens d'ONG d'assistència a persones amb discapacitat a l'Eix Monumental de Brasília. La primera dama va arribar al lloc i va rebre un retrat d'una nena muda produïda en honor seu, per promoure la inclusió social dels nens amb discapacitat. Michelle va agrair l'homenatge i va demanar a Déu que beneís a tothom.
El 24 d'abril de 2019, Michelle va estar per primera vegada al Senat Federal per assistir a una sessió especial reservada per a l'alliberament d'un fàrmac per a pacients amb atròfia muscular espinal (AME), on es va incorporar la Spinraza a la llista nacional de medicaments essencials del Sistema Únic de Salut (Sistema Único de Saúde, SUS). La mesura va ser signada pel ministre de Salut, Luiz Henrique Mandetta, en Comissió d'Afers Socials (CAS) al Ple del Senat. La primera dama va parlar i va remarcar que el govern es compromet a proporcionar confort i benestar a totes les persones amb malalties rares.
| «                     | Aquesta és una ocasió que val la pena celebrar. La signatura de l'ordenança és un pas més per millorar la qualitat de vida dels pacients amb atròfia muscular espinal. El repte de milions de persones amb malalties rares i de les seves famílies és un problema social que requereix l'atenta mirada del govern. Les polítiques públiques haurien de buscar alternatives per assolir un confort i benestar mínims a aquests ciutadans i a les seves famílies. | » |
| — Michelle Bolsonaro. | |   |

El 20 de maig de 2019, va participar, juntament amb Damares Alves, Ministra de la Dona, de la Família i dels Drets Humans, en un seminari celebrat pels Comitès per a la Defensa dels Drets de les Persones amb Discapacitat, Seguretat Social i Família i Drets Humans i Minories L'esdeveniment es va deure a l'acció directa d'inconstitucionalitat (ADI 5581), presentada per l'Associació Nacional de Defensors Públics, que demanava la despenalització de l'avortament en casos de malaltia greu, així com d'altres mesures per beneficiar els nens i les mares infectats amb el virus del Zika, de chikungunya i del dengue. Michelle va subratllar la lluita «contra els prejudicis sobre la microcefàlia» i va dir que faria seva la lluita de les mares de víctimes amb aquesta malaltia.
Com a principal defensora de causes socials relacionades amb persones amb discapacitat, Michelle va participar a São Paulo el 19 de juny de 2019 amb el seu marit, en la signatura d'un compromís entre Caixa Econômica Federal i el Comitè Paralímpic Brasiler. Amb aquesta ocasió, la primera dama va anunciar la contractació de 2.000 persones amb discapacitat a través del concurs públic. També van estar presents a l'acte el governador de São Paulo João Doria i la primera dama Bia Doria. El mateix dia, va visitar amb el president Jair Bolsonaro, a la ciutat de Guaratinguetá (São Paulo), el Monestir de les Germanes Clarisses, una comunitat religiosa que ajuda als toxicòmans a la Granja de l'Esperança, fundada pel franciscà Hanz Stapel. Després de la visita, van anar a la base de la Força Aèria on van participar en la cerimònia de graduació de la 248a promoció del Curs de formació de sergents de la Força Aèria.
A Pará de Minas (Minas Gerais), va tenir lloc la 2a Sordolimpiada del Brasil el 21 de juny de 2019. L'obertura de l'acte va comptar amb la presència de Michelle Bolsonaro i el ministre de Ciutadania, Osmar Terra. Més de 300 esportistes amb deficiències auditives van participar en els Jocs Olímpics. Es disputen handbol, judo, karate, natació, atletisme, bàdminton, bàsquet, futbol, tennis de taula, voleibol i escacs. Amb aquesta ocasió, la primera dama brasilera va anunciar la nova seu de la Confederació Brasilera d'Esports de Sords a Brasília.

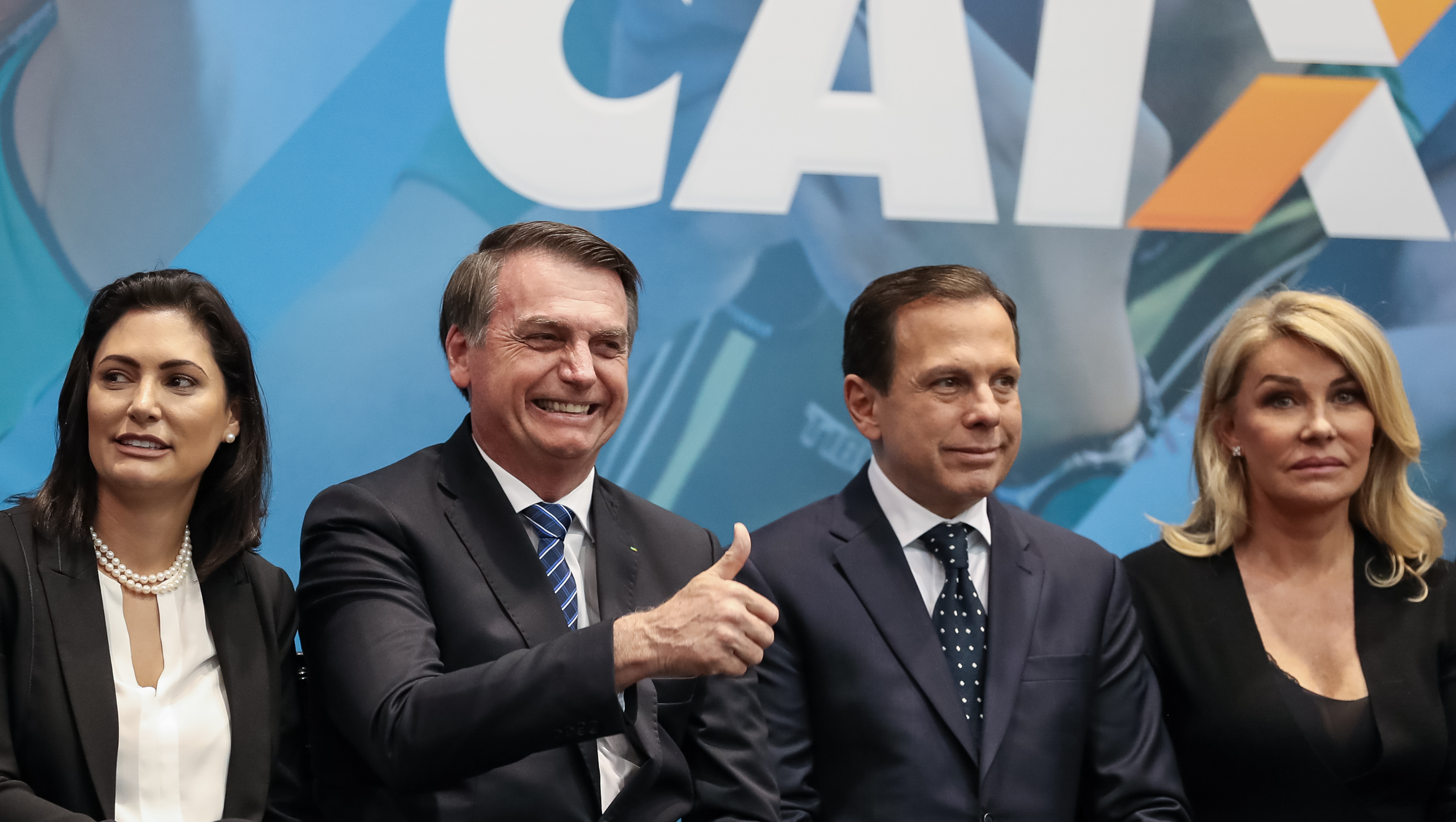
Michelle i Jair Bolsonaro amb el governador i la primera dama de São Paulo, João i Bia Doria
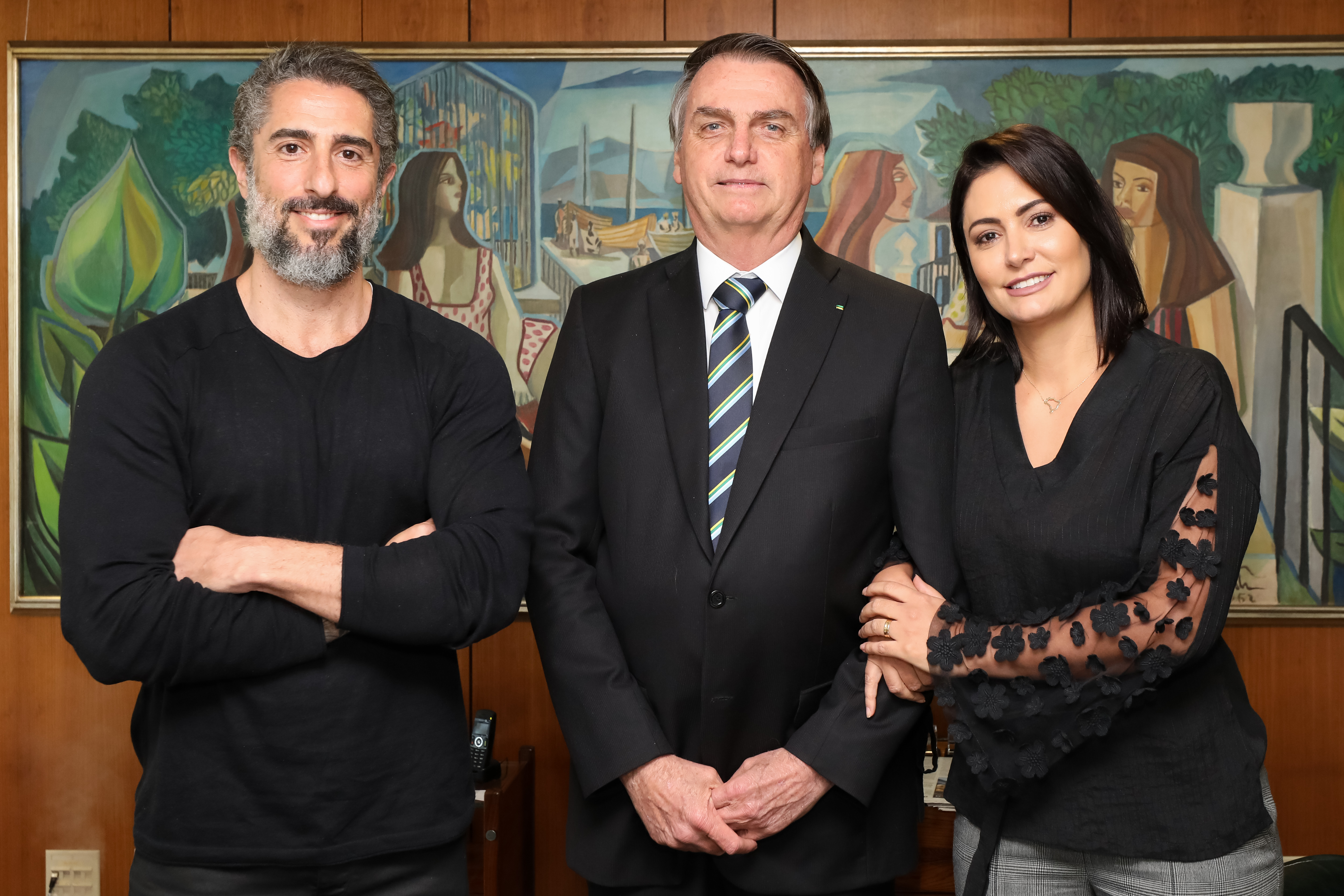
El presentador Marcos Mion es va reunir amb la primera dama Michelle i el president Bolsonaro al Palau Planalto, juliol de 2019
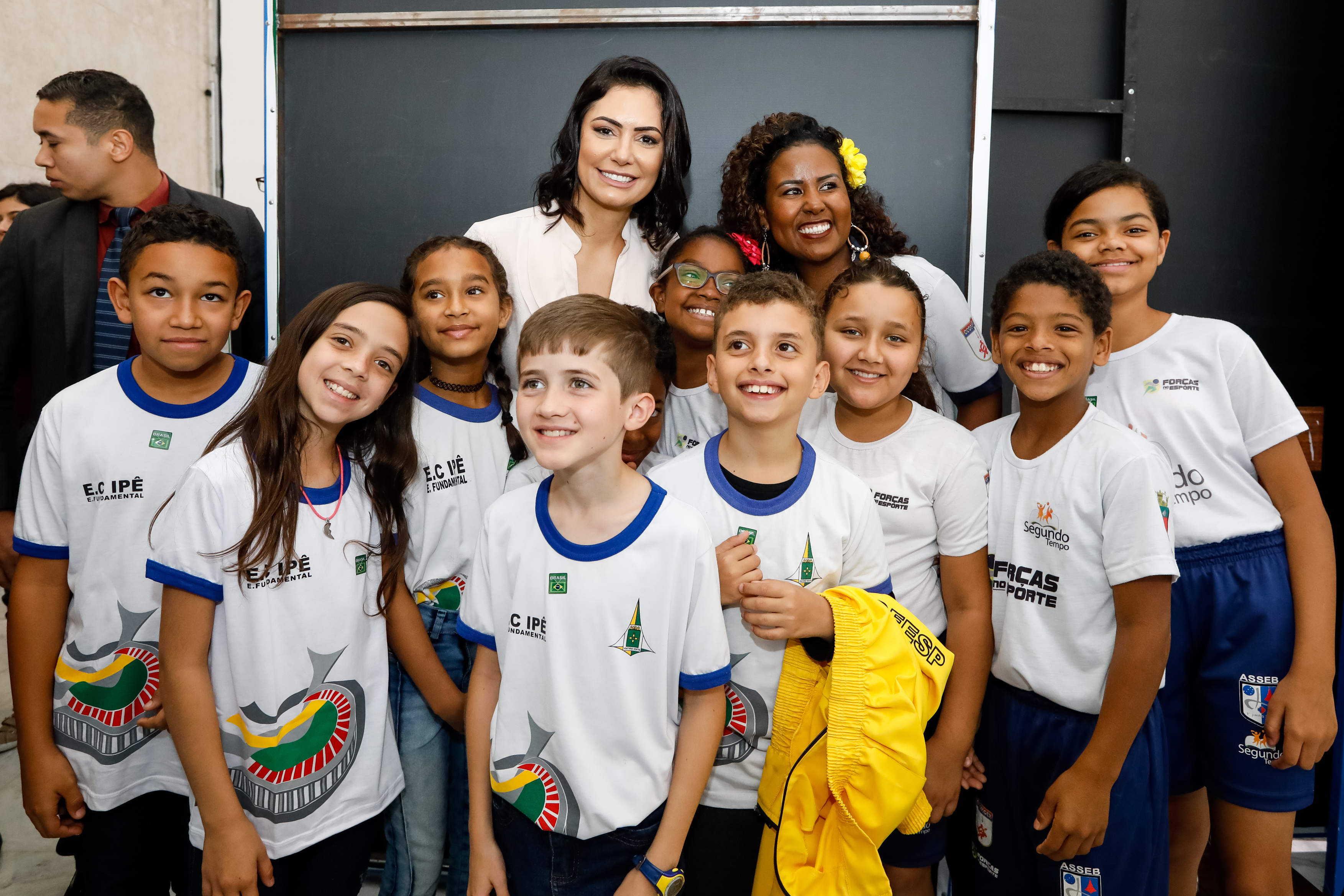
Michelle amb nens durant la commemoració del Dia del Voluntariat Nacional, 2019

El 18 de juliol de 2019, va participar amb el presentador Marcos Mion en una reunió al Palau Planalto sobre la inclusió d'informació sobre persones amb autisme al cens de població del 2020, a la qual va assistir el president Jair Bolsonaro que va sancionar aquest projecte.
Michelle va participar el 19 d'agost de 2019 a una cerimònia a l'Hospital Infantil de Brasília per proporcionar cadires de rodes a nens amb restriccions de mobilitat vinculades al Sistema Únic de Salut (Sistema Único de Saúde, SUS), on va fer un lliurament simbòlic. L'acte va comptar amb la presència del governador del districte federal Ibaneis Rocha, la primera dama Mayara Noronha i el ministre de ciutadania, Osmar Terra.
La inauguració del seminari de Gestors Estatals sobre Educació per a Sords, Sordscegs i Deficients Auditius, que va tenir lloc el 22 d'agost de 2019, va comptar amb la presència de la primera dama i del ministre d'educació, Abraham Weintraub. Va tenir com a programa base la discussió sobre l'elaboració de polítiques públiques de formació dels professors bilingües, en el cas de l'elaboració de la Nova Política Nacional d'Educació Especial, amb la participació de gestors d'àrea de tots els estats i del districte federal, amb l'objectiu de canviar l'ensenyament i l'aprenentatge per a estudiants sords, cecs i deficients auditius.
El dia nacional del voluntariat, el 28 d'agost de 2019, Michelle va assistir al Palau Planalto en una cerimònia a la qual van assistir el president Jair Bolsonaro, el governador i la primera dama del districte federal, Ibaneis Rocha i Mayara Noronha, així com el ministre de ciutadania Osmar Terra i altres ministres d'estat. En aquell moment, es van signar acords de cooperació al tractament mitjançant el programa Pátria Voluntária. Michelle va animar en la seva intervenció el voluntariat com a eix entre els concursos públics federals i com a crèdit complementari a les institucions educatives estatals i federals.
| «                     | L'objectiu és fomentar la pràctica del voluntariat al país. Les mesures milloren la política nacional de desenvolupament de persones, establint una major rellevància en les accions de desenvolupament dels funcionaris públics federals. | » |
| — Michelle Bolsonaro. | |   |

En el seu paper amb relació a causes socials relacionades amb persones amb discapacitat, va ser la intercessora d'una mesura provisional signada pel president Bolsonaro el 4 de setembre de 2019, en la qual es donava dret a una pensió vitalícia per a nens amb microcefàlia causada pel virus del Zika. La norma actual de prestació continuada (Benefício de Prestação Continuada, BPC), que engloba les famílies que reben un salari mínim, impedeix el dret de les mares d'aquests fills a tenir un treball fix per que perden aquesta prestació quan comencen a treballar. Amb aquest nou terme signat, permet als pares obtenir una feina i augmentar els ingressos familiars.

### Pátria Voluntária
El 9 de juliol de 2019, el Govern Federal va presentar en una cerimònia a l'Hospital Infantil de Brasília, un programa nacional per fomentar el treball voluntari, anomenat Pátria Voluntária. El programa té com a objectiu promoure la participació de les persones en tasques de voluntariat, dirigint-se a la població considerada més vulnerable, com persones amb baix ingressos, discapacitats i sensesostres, i comptarà amb Michelle com a presidenta del consell. Durant la cerimònia també es va presentar el «Premi Nacional d'Incentiu al Voluntariat», una iniciativa per premiar anualment persones i entitats que duen a terme accions voluntàries d'interès social, a més de donar un segell de reconeixement a les organitzacions de la societat civil que fomenten el treball voluntari. A la reunió van assistir el president Jair Bolsonaro, la primera dama Michelle, el ministre de ciutadania Osmar Terra i la fiscal general Raquel Dodge.
| «                     | Dins les meves limitacions, sempre he volgut ajudar els altres. És una crida del meu cor. Accepto aquest camí com a designi de Déu. | » |
| — Michelle Bolsonaro. | |   |

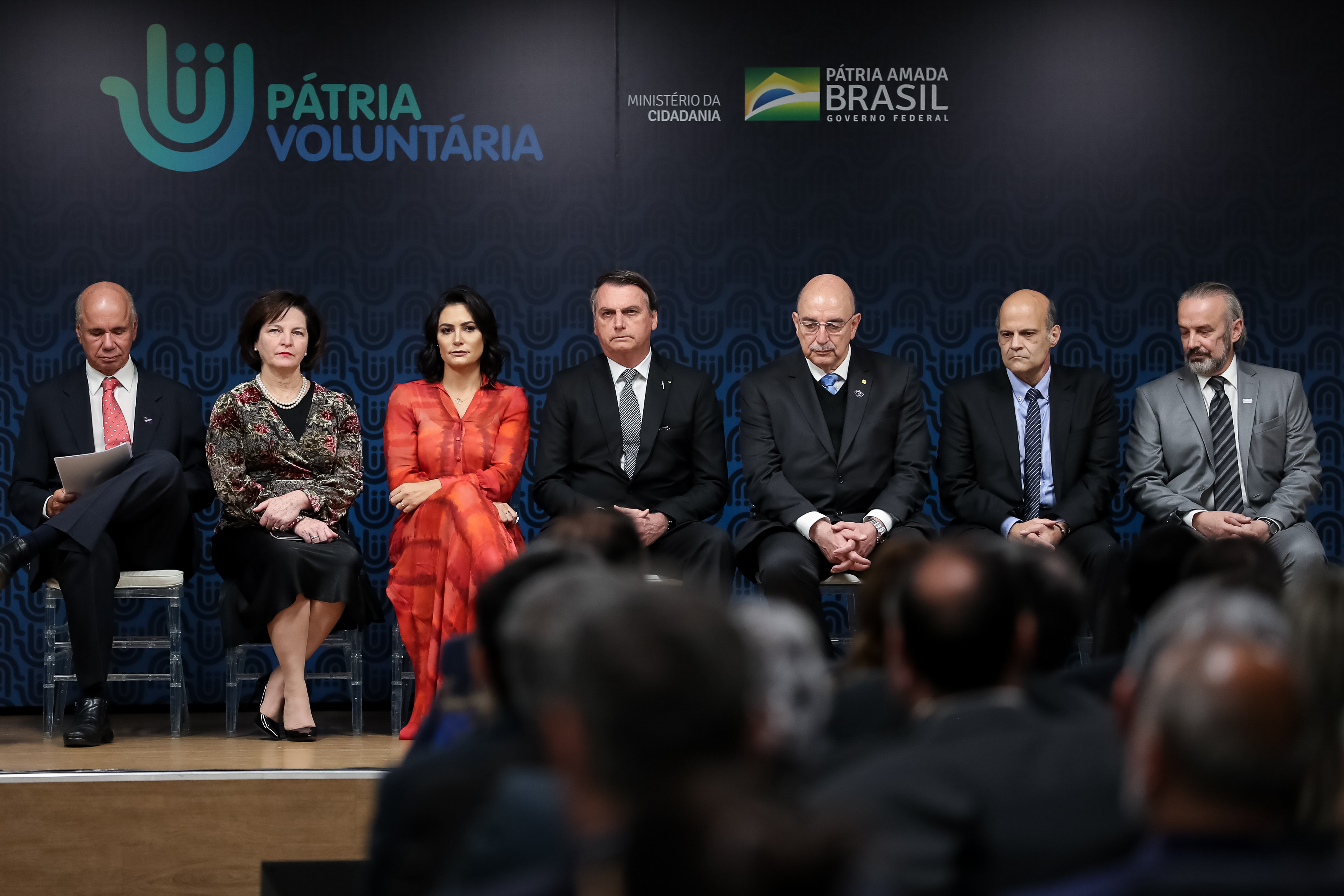
Cerimònia de presentació del programa Pátria Voluntária, 2019
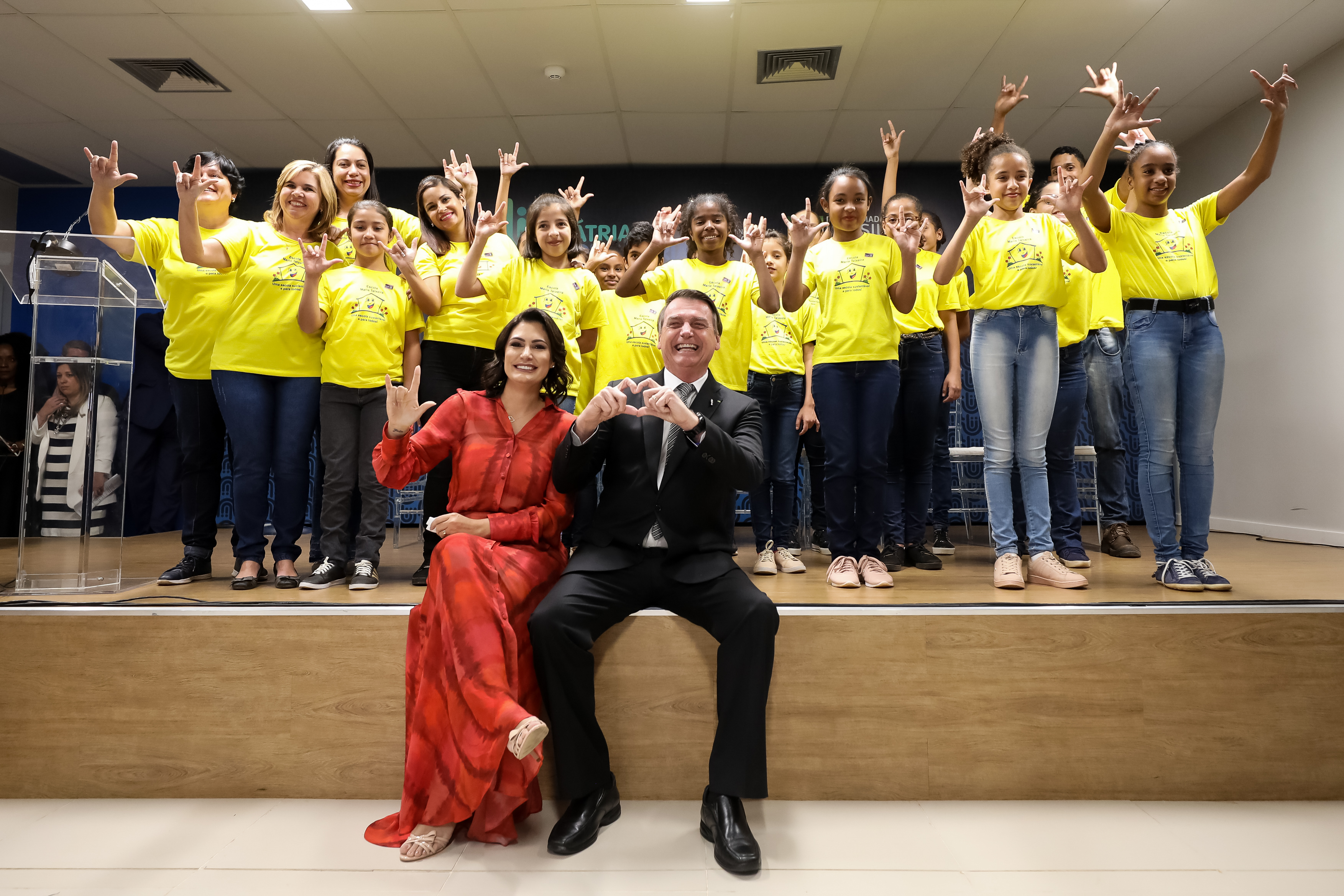
Michelle i Jair Bolsonaro posant per una foto amb els estudiants, 2019
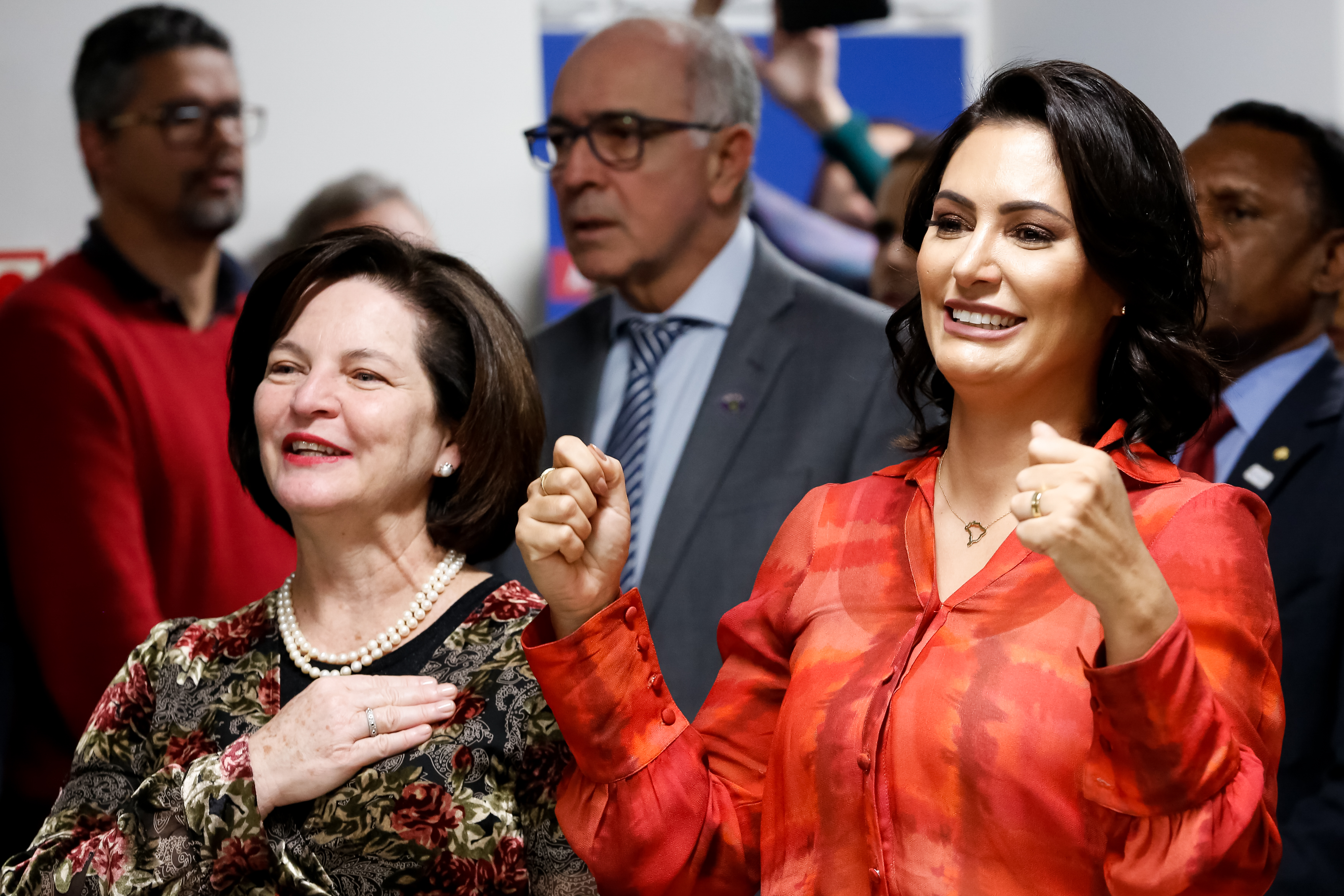
Michelle junt amb la fiscal general Raquel Dogde, 2019,2019

### LibrasGov
En una cerimònia celebrada al Palau Planalto el 26 de setembre de 2019, el Dia Nacional dels Sords, es va anunciar el projecte LibrasGov, una iniciativa de la primera dama amb l'ajut del govern federal, del Ministeri de la dona, de la família i dels drets humans i del Ministeri d'educació. El projecte té com a objectiu que els ciutadans sords i els intèrprets professionals de LIBRAS tinguin accés a tota la informació a través de la llengua de signes brasilera (Lingua Brasileira de Sinais, LIBRAS), podent accedir a diverses àrees de coneixement del govern federal i informació relacionada amb els tres poders (executiu, legislatiu i judicial) que integren la República brasilera. Presentat com una forma d'accessibilitat funcional, es divideix en diverses etapes, començant principalment per la producció i difusió de vídeos que descriuen els signes que identifiquen les persones i les funcions del president, vicepresident, primera dama, segona dama, ministres i portaveu de la presidència. En les fases posteriors del projecte s'inclouran altres autoritats. Els vídeos estaran disponibles al portal i al YouTube de Planalto, a més de les xarxes socials del Govern Federal.
| «                     | Mirar-vos fa que el meu cor s'ompli d'alegria i cregui en un futur millor. Per això, hem preparat un bon regal per a la comunitat de sords, el projecte LibrasGOV. En aquest projecte, tothom tindrà accés als signes creats per persones sordes que treballen al govern i tota la seva plantilla. Les persones sordes tenen dret a entrar en les diverses àrees de coneixement. Sempre podeu comptar amb el meu amor, dedicació i respecte per vosaltres. Seguim avançant, comunitat sorda. Us estimo.. | » |
| — Michelle Bolsonaro. | |   |

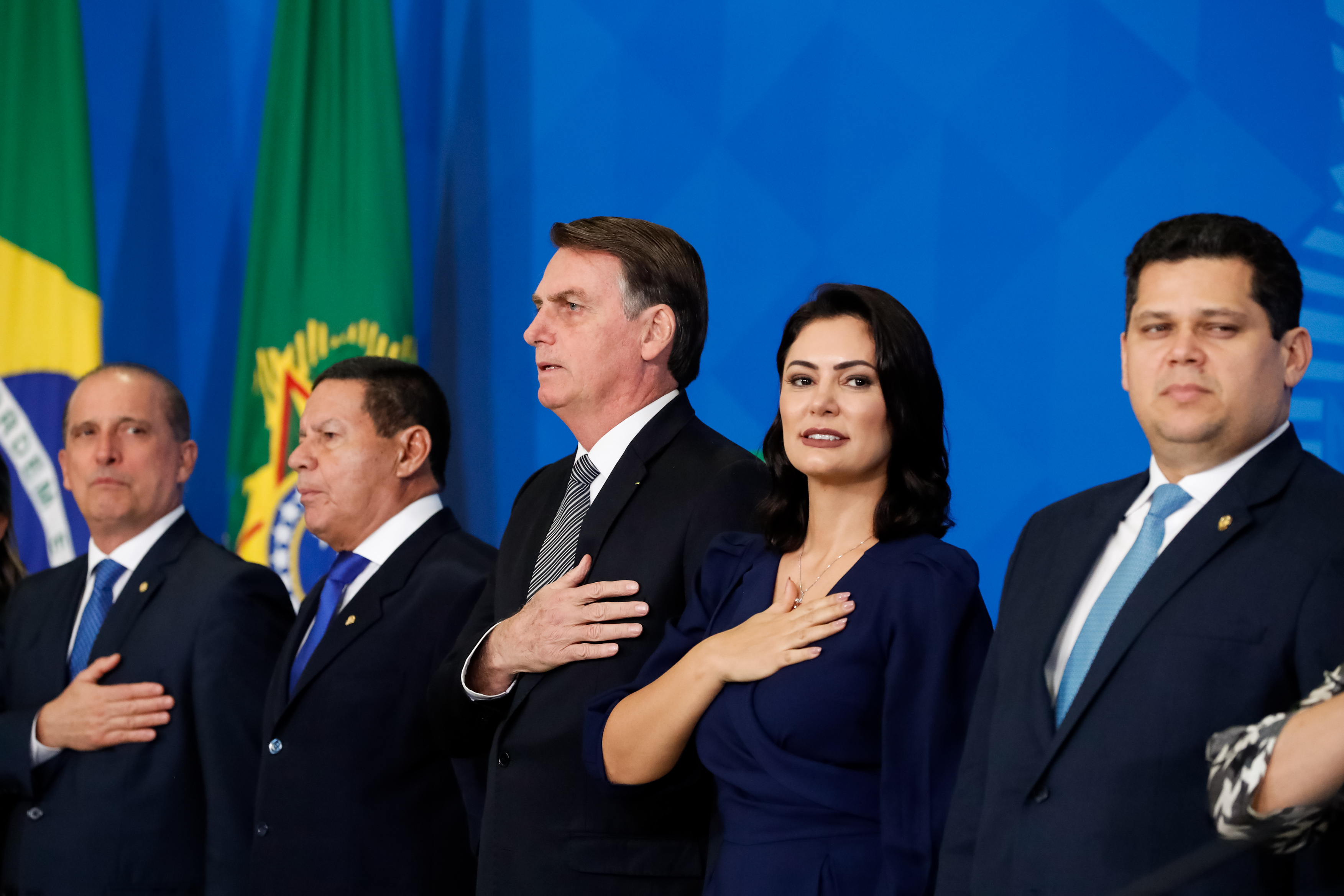
Michelle cantant l'himne nacional al Dia Nacional dels Sords i de la presentació de LibrasGOV, 2019
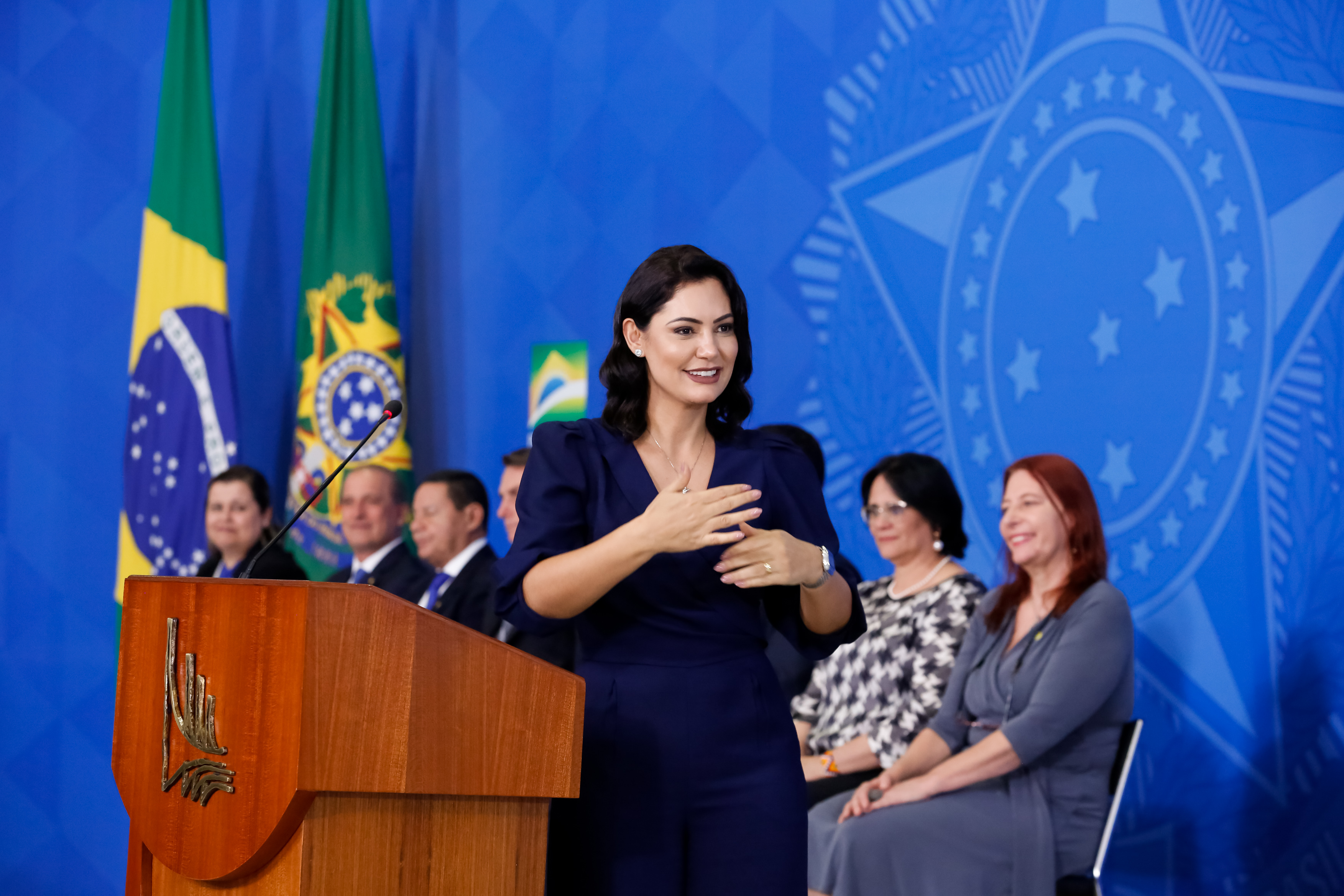
Discurs de Michelle al Dia Nacional dels Sords i de la presentació de LibrasGOV, 2019
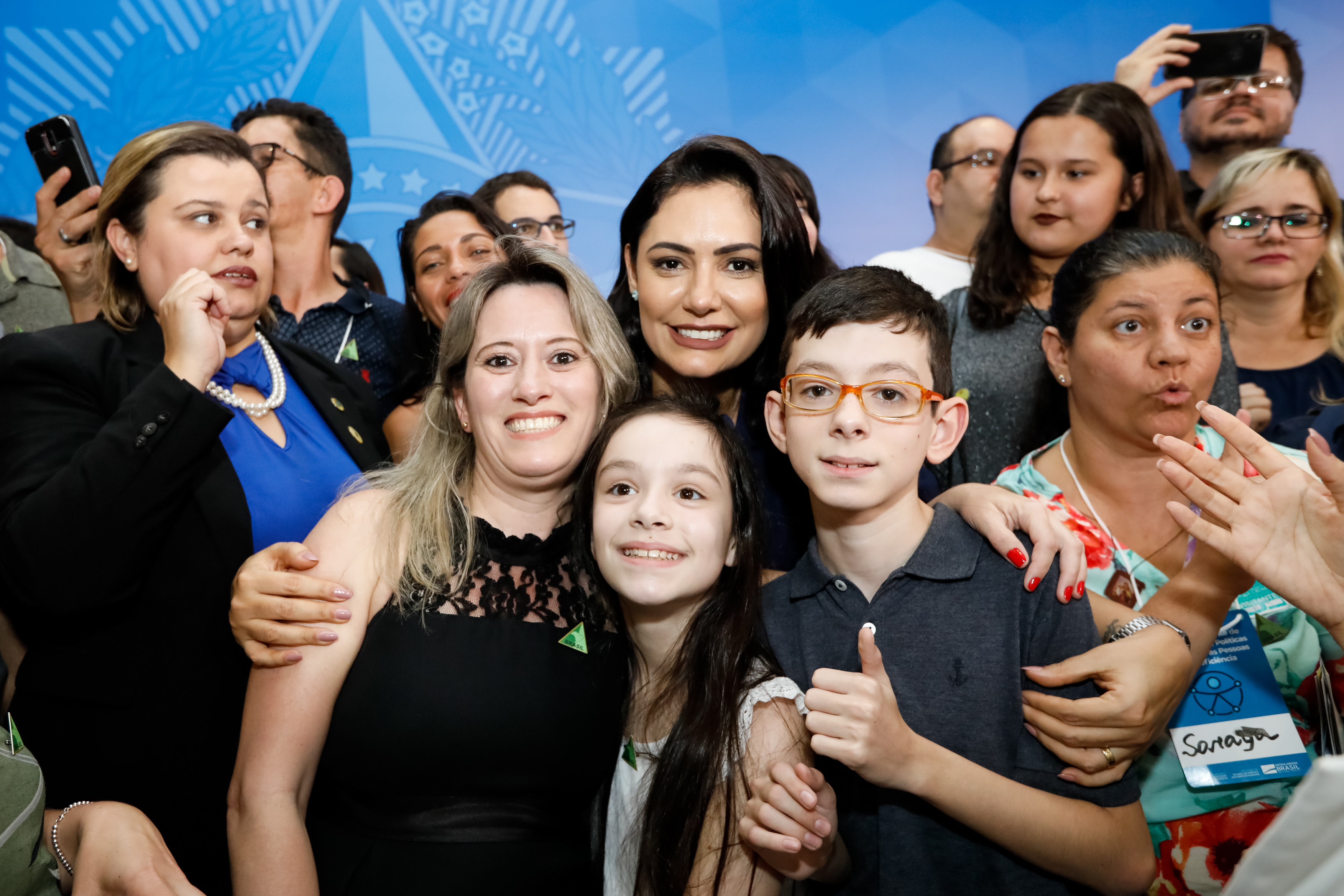
Michelle al Dia Nacional dels Sords i de la presentació de LibrasGOV, 2019

### Viatges oficials

#### Argentina
Michelle va fer el primer viatge internacional amb el seu marit a l'Argentina el 6 de juny del 2019 i abans de dirigir-se a Casa Rosada, el president es va dirigir a la plaça General San Martín i va posar flors per a un dels líders independentistes de l'Argentina del domini espanyol, el general José de San Martín. Després van anar a la seu del Govern, on van ser rebuts pel president Mauricio Macri i la primera dama Juliana Awada. Michelle, defensora de causes socials i especialment de suport a les persones sordes, va tenir la seva pròpia agenda i va abordar l'obertura de la II Cimera Mundial sobre Discapacitat, obrint l'acte amb la primera dama argentina i la vicepresidenta Gabriela Michetti. i va fer una crida pels drets i la plena inclusió de les persones amb discapacitat a la societat.
| «                     | És el nostre deure actuar per reforçar els drets de les persones amb discapacitat, la defensa de la persona humana, la inclusió política i també en serveis públics com ara l'educació i el transport. La lluita contra la discriminació és un factor estratègic per aconseguir la participació igualitària de les persones amb discapacitat en processos decisius als nostres països. | » |
| — Michelle Bolsonaro. | |   |

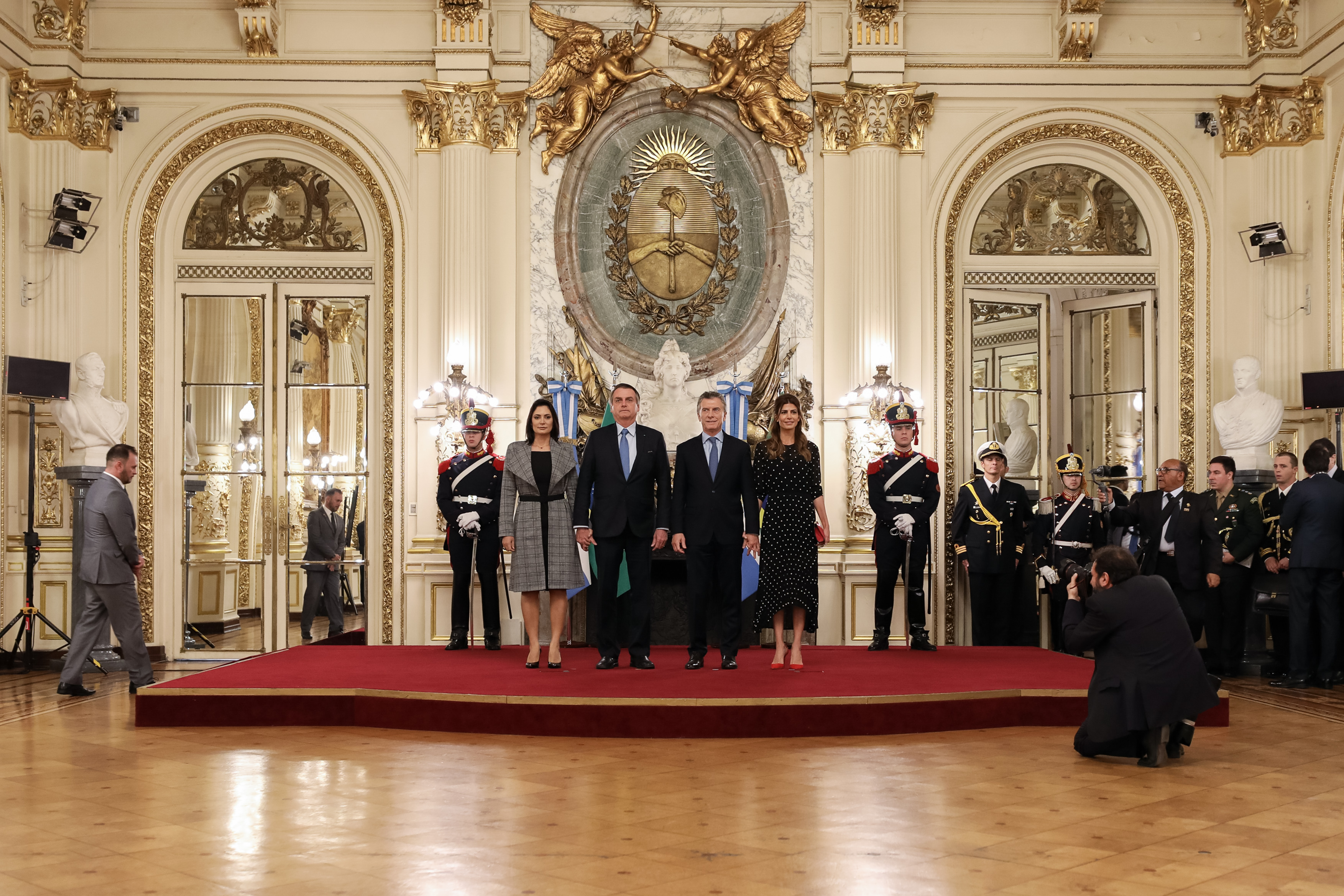
Jair Bolsonaro i Michelle són rebut per Mauricio Macri, president de la República Argentina i per la primera dama Juliana Awada, 2019
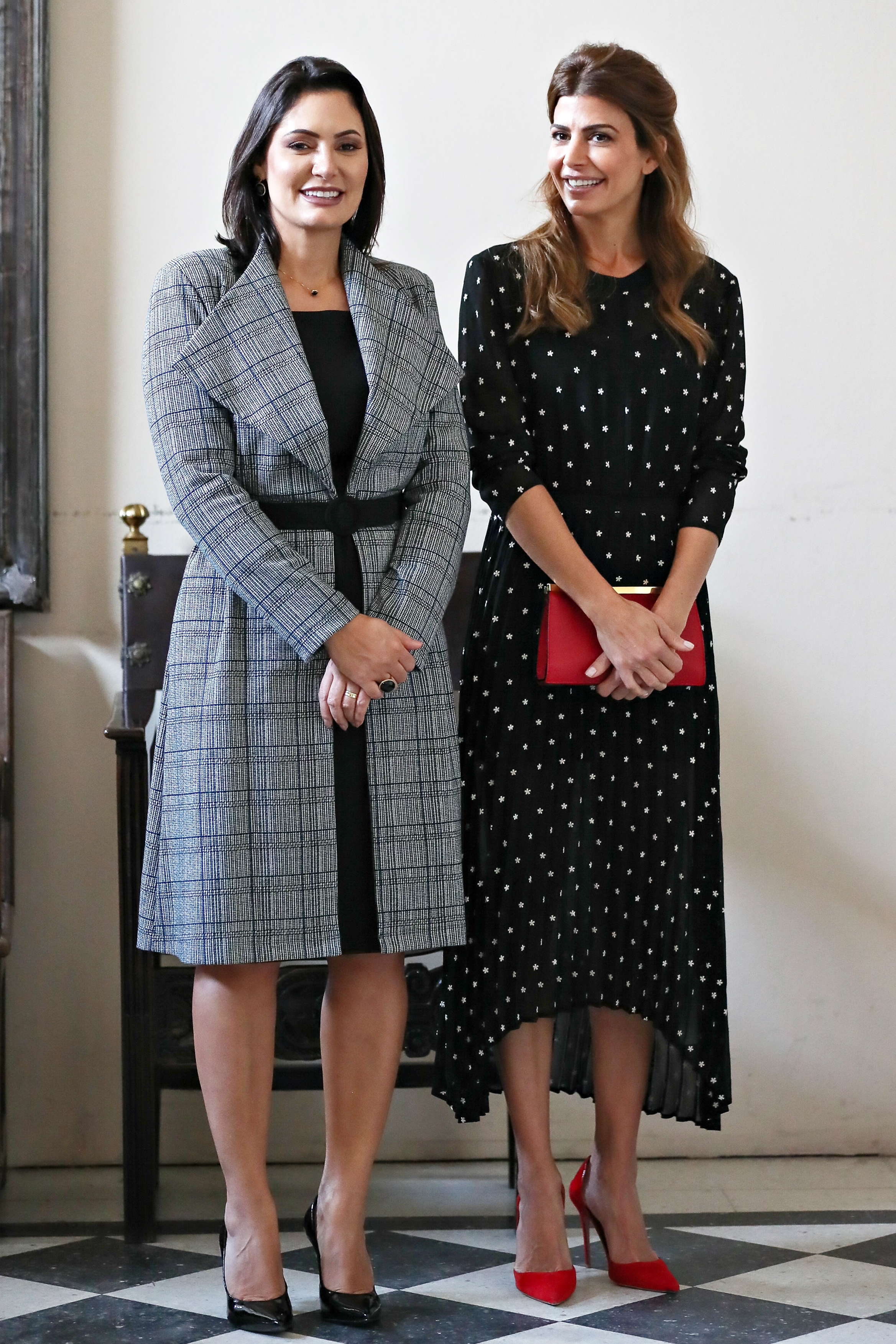
Michelle i Juliana Awada a la Casa Rosada, 2019
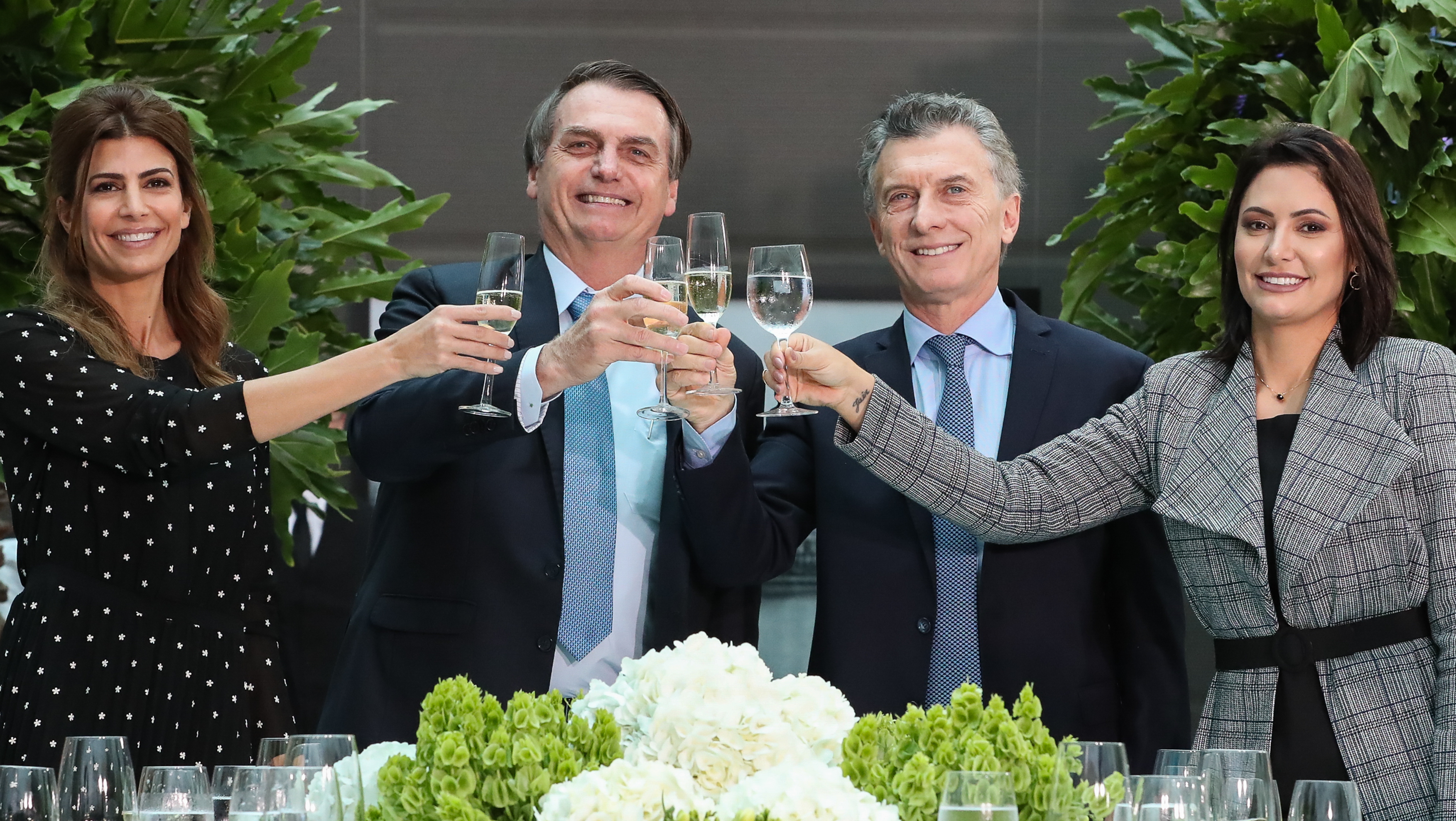
Esmorzar oficial ofert pel president argentí Mauricio Macri, 2019

#### Estats Units d'Amèrica
El seu segon viatge oficial va ser als Estats Units d'Amèrica el 23 de setembre de 2019 per participar amb el seu marit a la 74a Obertura de l'Assemblea General de les Nacions Unides a Nova York. Va assistir a una reunió amb l'Aliança de Cònjuges de Caps d'Estat i Representants, que tenia com amfitriona la primera dama paraguaiana Silvana López. Aleshores, va presentar el programa Pátria Voluntária, destinat a fomentar el voluntariat al país, i va conèixer els projectes realitzats per les primeres dames del Paraguai, Colòmbia, Hondures, Guatemala, Panamà i l'Equador. Michelle va celebrar una reunió bilateral amb la primera dama de la República Dominicana, Cándida Montilla de Medina, religiosa fervent del seu país, dedicada a les polítiques de salut pública i assistència social per a nens, gent gran i dones. El dia 24, va assistir a l'edifici de l'Assemblea General de les Nacions Unides per a la cerimònia d'inauguració. El mateix dia, a la Biblioteca Pública de Nova York, va assistir a una reunió del Fons de Nacions Unides per a la Infància (UNICEF) sobre el tema «Els milers de milions exclosos de la cobertura sanitària universal: nens i persones amb discapacitats del desenvolupament i deficiències».

### Moda
Michelle ha escollit l'estilista Marie Lafayette per crear els vestits que porta en ocasions especials com a primera dama. Lafayette va dissenyar els vestits per a la presa de possessió del càrrec presidencial de Jair Bolsonaro i els vestits de sopar de gala portats per Michelle. Fins i tot va dissenyar el vestit de núvia que duia Michelle a les seves noces del 2013. Segons Lafayette, Michelle aprecia l'estil «clàssic i elegant». La primera dama ja ha manifestat la seva voluntat d'organitzar una subhasta benèfica dels vestits que portava per als seus compromisos, amb l'objectiu de recaptar fons per a organitzacions benèfiques tan aviat com tingui un nombre més gran de peces.

## Homenatges
El 16 d'abril de 2019, Michelle va rebre de l'Ajuntament de Fortaleza el títol de Ciutadana Honrada de Fortaleza, pels seus projectes destinats a l'assistència social i per les arrels de la seva família paterna a Ceará.
El 17 d'abril de 2019, l'Assemblea Legislativa de Rio de Janeiro (Alerj) va aprovar l'adjudicació de la Medalla de Tiradentes a Michelle Bolsonaro, pel seu treball a favor de la comunitat de sords i per «l'exemple de caràcter i dedicació als més necessitats i exclosos».
El 18 de juny de 2019 va rebre el títol d'Ambaixadora de la Pau, reconeixement fet per la Federació per la Pau Universal, l'Associació de Dones per la Pau Mundial i l'Associació de Famílies per a la Unificació i la Pau Mundial.
A Brasília, el 27 de juny de 2019, va rebre el títol de Ciutadana del Món per a la Pau, un honor que li van oferir els membres de l'Acadèmia Internacional de la Cultura.

## Controvèrsies

### La Junta de Coaf i l'Afer Queiroz
El desembre de 2018, un informe de la Junta de Control d'Activitats Financeres (Conselho de Controle de Atividades Financeiras, Coaf) assenyalava moviments financers sospitosos en un compte a nom de Fabrício José Carlos de Queiroz, oficial de policia militar i antic conseller parlamentari de Flávio Bolsonaro, fill del president Jair Bolsonaro. Una de les transaccions bancàries realitzades al compte de Queiroz i que se cita en l'informe del Coaf fa referència a un xec de 24.000 reals (5.300 euros) per a Michelle Bolsonaro. Segons el diari digital O Antagonista, el president Jair Bolsonaro va dir que Fabrício Queiroz tenia amb ell un deute de 40.000 reals (8.800 euros), quantitat pagada mitjançant deu xecs de 4.000 reals dipositats al compte de Michelle.

### Les dades de laReceita Federal
El 5 d'abril de 2019, la Receita Federal va notificar a la policia federal l'accés «sense motius legals» per part de dos funcionaris de l'agència d'informació fiscal de Jair i Michelle Bolsonaro, considerats dades confidencials. Mentre que la policia està investigant, tots dos funcionaris van rebre procediments correctius. Un d'ells, Odilon Ayub Alves, germà de la diputada Norma Ayub (DEM), va al·legar a la policia que l'accés es deu a una «broma» i va negar la filtració d'informació.